# 海老池俊治
海老池 俊治（えびいけ しゅんじ、1911年8月27日 - 1968年7月3日）は、英文学者、翻訳家。

## 人物・来歴
京都市生まれ。1931年東京帝国大学文学部美学美術史卒、34年同英文科卒。女学校教師などをしながら、英文学で斎藤勇に師事し、また横光利一に師事して創作も目指した。戦後1951年から68年まで一橋大学社会学部教授。

## 著書
- 『第十八世紀英国小説研究』研究社出版 1950
- 『ディケンズ』研究社出版 新英米文学評伝叢書　1955
- 『十九世紀の小説』研究社出版 研究社選書 1956
- 『ヴィクトリア時代の小説』1958 南雲堂不死鳥選書
- 『Jane Austen論考』研究社出版 1962
- 『明治文学と英文学』明治書院 1968

### 共編著
- 『イギリスの文学』世界の文学史、平井正穂共著 明治書院 1967
- 『イギリス文学史』平井正穂共編著 明治書院 1971

### 翻訳
- ジェイン・オーステン『自尊と偏見』弘文堂書房・世界文庫〈上・下〉1940
- E.C.ギャスケル『田園抒情歌』新月社 英米名著叢書 1948
- J・ジョイス『若き日の芸術家の肖像』世界文学大系 第57 筑摩書房 1960／筑摩世界文学大系〈67〉 1976
- 『マンスフィールド短篇集』八潮出版社 1964
- リチャードソン『パミラ』世界文学大系 第76 筑摩書房 1966／筑摩世界文学大系〈21〉1972

## 参考
- 日本近代文学大辞典